# Aleksandr Sergeevič Dargomyžskij
Aleksandr Sergeevič Dargomyžskij (in russo Александр Сергеевич Даргомыжский?; Dargomiž, 14 febbraio 1813 – San Pietroburgo, 17 gennaio 1869) è stato un compositore russo.

## Biografia
Nato nel villaggio di Dargomiž della provincia di Tula, dove il padre, funzionario di origini nobili, si era rifugiato al tempo dell'invasione delle truppe napoleoniche, fu essenzialmente autodidatta, pur ricevendo insegnamenti privati; la madre, donna colta, si occupò della sua formazione intellettuale, favorendo anche la predisposizione del figlio alla musica. Studiò pianoforte e violino e, giovanissimo, compose le sue prime romanze. Fu solamente nel 1834, grazie a un amico di famiglia, che conobbe Glinka diventandone allievo e instaurando col compositore un rapporto di amicizia. La sua formazione artistica acquistò una certa consistenza, grazie agli esercizi di basso continuo e di contrappunto, oltreché agli studi delle sinfonie di Beethoven e delle ouverture di Mendelssohn.
Nel 1835 si trasferì a San Pietroburgo. Qui si mantenne lavorando come impiegato del demanio pubblico, e, durante le sere, radunava attorno a sé alcuni suonatori dilettanti per provare le sue composizioni che realizzava nelle ore libere dal lavoro. Dopo alcune esecuzioni non particolarmente fortunate, ottenne la nomina a direttore dell'Associazione musicale. Nel 1844 viaggiò e soggiornò in Belgio, a Bruxelles, ed in Francia, a Parigi.
Tra le sue opere principali vanno annoverate la sua prima intitolata Esmeralda, composta tra il 1838 ed il 1842, Rusalka del 1855, Il convitato di pietra del 1869 su testo di Puskin. Inoltre compose romanze, il balletto Bacchusfest, del 1845, una Tarantella slava per pianoforte, una Fantasia finlandese per orchestra, una Danza cosacca.
Il convitato di pietra esercitò una grande influenza sul giovane Musorgskij per la continua ricerca di slanci drammatici.